# (3453) Dostoevsky
(3453) Dostoevsky (1981 SS5) – planetoida z grupy pasa głównego asteroid okrążająca Słońce w ciągu 3,69 lat w średniej odległości 2,39 j.a. Odkryła ją Ludmiła Karaczkina 27 września 1981 roku.